# 6. Rheinisches Infanterie-Regiment Nr. 68

Soldaten des 6. Rheinischen Infanterie-Regiments Nr. 68 vor der Koblenzer Hauptwache (1911)

Das 6. Rheinische Infanterie-Regiment Nr. 68 war ein Infanterieverband der Preußischen Armee.

## Geschichte

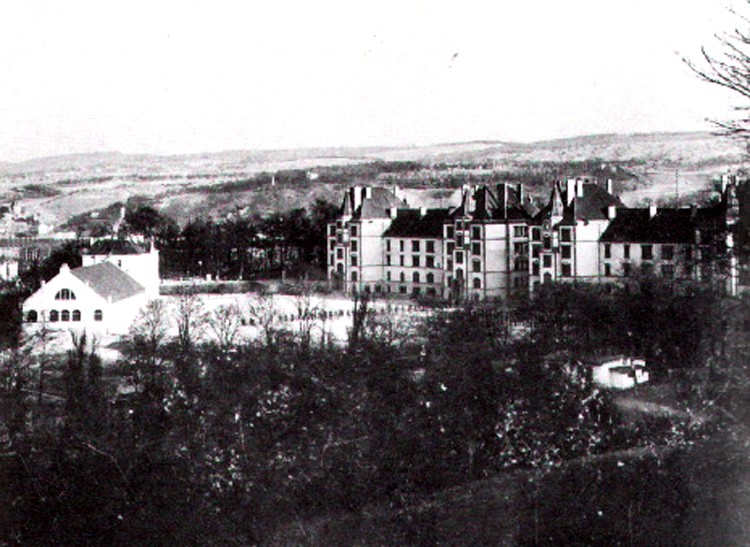
Die Kaserne des Regiments auf der Karthause

Der Verband wurde am 5. Mai 1860 (Stiftungstag) errichtet und ging im Zuge der Roonschen Heeresreform und -vermehrung aus dem Landwehr-Infanterie-Regiment Nr. 28 hervor. Stab, I. und II. Bataillon waren in Koblenz, das Füsilier-Bataillon in Köln stationiert. Am 7. Mai 1861 erhielt es die Bezeichnung 6. Rheinisches Infanterie-Regiment Nr. 68. Im März 1864 bezog das Regiment Luxemburg als neue Garnison. Von 1868/71 lagen Teile in Jülich, 1887/94 in Diez. Ansonsten lag das Regiment bis 1918 in Koblenz und Ehrenbreitstein, auch in der Festung Ehrenbreitstein, ab 1894 dann komplett in Koblenz. Ab 1902 bezog das III. Bataillon die neu errichtete Erbgroßherzog-Friedrich-Kaserne vor dem Fort Großfürst Konstantin auf der Karthause; die übrigen beiden Bataillone lagen in der Spitzberg-Kaserne und in der Feste Kaiser Alexander.

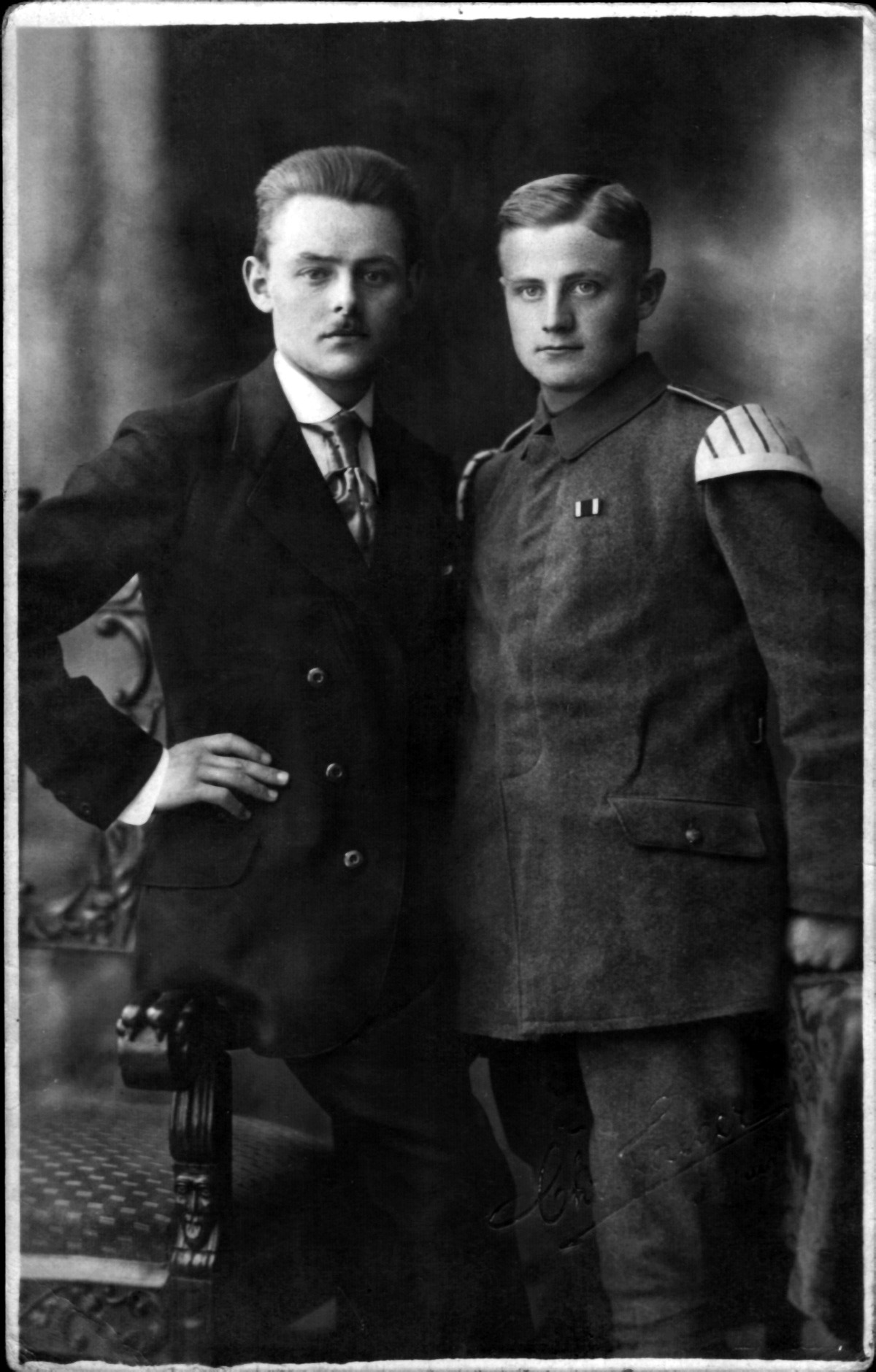
Rechts: Tambour und Melder des 6. Rheinischen Infanterie-Regiments Nr. 68, 1917

### Deutscher Krieg
Nachdem das Regiment am 5. Mai 1866 anlässlich des Deutschen Krieges den Mobilmachungsbefehl erhalten hatte, verlegte der Verband über Konz nach Köln und von dort zum Versammlungspunkt des VIII. Armee-Korps nach Halle (Saale), wo es Ende des Monats eintraf. Mit der 15. Division nahm es bei der Elbarmee an den Schlachten von Münchengrätz und Königgrätz teil.

### Deutsch-Französischer Krieg
Im Deutsch-Französischen Krieg nahm es innerhalb der 15. Division im VIII. Armee-Korps an Gefecht bei Bertaucourt les Thennes, Schlachten bei Amiens und an der Hallue, Gefecht bei Sapignies, Schlacht bei Bapaume, Gefecht bei Tertry-Pœuilly, Schlacht bei Saint-Quentin und Einschließung von Metz teil.

### Erster Weltkrieg
Mit Ausbruch des Ersten Weltkriegs machte das Regiment am 2. August 1914 mobil. Als Teil der 30. Infanterie-Brigade der 16. Division nahm es am Aufmarsch in Luxemburg teil.

#### 1914
- 22. bis 23. August – Schlacht an der Maas (Neufchâteau-Donchery)
- 30. August bis 5. September – Verfolgungskämpfe von der Maas zur Marne (3. September bei Somme-Py)
- 06. bis 12. September – Schlacht an der Marne (6. September bei Vitry-le-François)
- 13. September bis 19. Dezember – Stellungskämpfe in der Champagne/Souain
- 20. bis 30. Dezember – Schlacht bei Souain
- ab 31. Dezember – Stellungskämpfe in der Champagne

#### 1915
- bis 7. Januar 1915 – Stellungskämpfe in der Champagne
- 08. bis 13. Januar – Schlacht bei Perthes-lès-Hurlus
- 14. Januar bis 19. Februar – Stellungskämpfe in der Champagne
- 20. Februar bis 20. März – Winterschlacht in der Champagne
- 21. bis 31. März – Stellungskämpfe in der Champagne
- 01. bis 13. April – Ruhe bei Sedan und Briey
- 13. Mai bis 19. Juni – Schlacht bei La Bassée und Arras (Loretto/Vimy-Höhe)
- 20. bis 30. Juni – Ruhe
- ab 30. Juni – Kämpfe an der Aisne (Laon, Chemin des Dames)

#### 1916
- bis 28. Juli – Kämpfe an der Aisne (Laon, Chemin des Dames)
- 29. Juli bis 25. August – Schlacht an der Somme/Thiepval
- 25. August bis 1. September – Ruhe bei Laon
- 01. September bis 4. Oktober – Stellungskämpfe bei la-Ville-aux-Bois
- 04. bis 30. Oktober – Kämpfe an der Somme
- 04. bis 15. November – Kämpfe an der Aisne/Pommieres
- ab 25. November – Stellungskämpfe am oberen Styr-Stochod/Wolhynien

#### 1917
- bis 19. Mai – Stellungskämpfe am oberen Styr-Stochod/Wolhynien
- 23. Mai bis 4. Juni – Reserve
- 05. bis 10. Juni – Reserve in Dun-sur-Meuse
- 10. bis 23. Juni – Reserve in Lille
- 25. Juni bis 3. September – Kämpfe im Wytschaete-Bogen in Flandern
- 03. bis 28. September – Ruhe in Brügge
- 04. bis 19. Oktober – Kämpfe in Flandern/Poelkapelle-Westrosebeke
- 19. Oktober bis 17. November – Ruhe in Antwerpen
- ab 21. November – Abwehrkämpfe in Flandern/Becelaere

#### 1918
- bis 17. Januar – Abwehrkämpfe in Flandern/Becelaere
- 18. Januar bis 18. Februar – Ruhe in Gent
- 19. Februar bis 4. April – Stellungskämpfe in Flandern/Passendale
- 09. bis 18. April – Schlacht bei Armentières
- 19. April bis 2. Mai – Stellungskämpfe in Nordfrankreich
- 03. bis 11. Mai – Ruhe in Emmerin
- 14. Mai bis 4. Juli – Abwehrkämpfe an der Lys
- 04. bis 14. Juli – Ruhe in Lille
- 15. Juli bis 4. August – Abwehrkämpfe an der Lys
- 30. August bis 2. September – Schlacht bei Hendecourt
- 03. bis 10. September – Kämpfe bei Arleux
- 10. bis 27. September – Ruhe in Lille
- 27. September bis 6. November – Abwehrkämpfe in der Hermann-Schelde Stellung
- 06. bis 11. November – Reserve

3.832 Angehörige des Regiments sind in diesem Krieg gefallen.

### Verbleib
Nach Kriegsende traten die Reste des Regiments ab 19. November 1918 von Lüttich aus den Rückmarsch in die Heimat an. Hier wurde es ab 9. Dezember 1918 in Bramsche bei Osnabrück zunächst demobilisiert und im Januar 1919 schließlich aufgelöst. Aus Teilen bildete sich eine Sicherheitskompanie, die im Freiwilligen-Bataillon Rheinland tätig war und im Oktober 1919 als III. Bataillon in das Reichswehr-Infanterie-Regiment 19 übernommen wurde.
Die Tradition übernahm in der Reichswehr durch Erlass des Chefs der Heeresleitung General der Infanterie Hans von Seeckt vom 24. August 1921 die 4. Kompanie des 16. Infanterie-Regiments.

## Regimentschefs
| Dienstgrad             | Name                   | Datum                               |
| ---------------------- | ---------------------- | ----------------------------------- |
| General der Infanterie | Albert von Barnekow    | 14. September 1872 bis 24. Mai 1895 |
|                        | Ferdinand von Rumänien | 27. Januar 1899 bis 27. August 1916 |

## Kommandeure
| Dienstgrad             | Name                           | Datum                                               |
| ---------------------- | ------------------------------ | --------------------------------------------------- |
| Oberst                 | Albert von Barnekow            | 01. Juli 1860 bis 8. Januar 1864                    |
| Oberstleutnant/ Oberst | Wilhelm von Gayl               | 09. Januar 1864 bis 4. März 1867                    |
| Oberst                 | Bernhard von Schkopp           | 04. April 1867 bis 17. Juni 1869                    |
| Oberst                 | Julius von Sommerfeld          | 18. Juni 1869 bis 15. Dezember 1870                 |
| Oberst                 | Adolf von Hertzberg            | 16. Dezember 1870 bis 3. Juli 1872                  |
| Oberstleutnant/ Oberst | Wilhelm von Kienitz            | 18. Juli 1872 bis 12. April 1878                    |
| Oberstleutnant/ Oberst | Emil Fischer                   | 13. bis 19. April 1878 (mit der Führung beauftragt) |
| Oberst                 | Emil von Fischer               | 20. April 1878 bis 5. Dezember 1883                 |
| Oberst                 | Ferdinand von Esebeck          | 06. Dezember 1883 bis 13. Juli 1885                 |
| Oberst                 | Gustav Ahlborn                 | 14. Juli 1885 bis 18. August 1888                   |
| Oberst                 | August Schultze                | 19. August 1888 bis 14. Oktober 1889                |
| Oberst                 | Wilhelm von Arentsschildt      | 15. Oktober 1889 bis 26. Januar 1893                |
| Oberst                 | Eduard Sperling                | 27. Januar 1893 bis 17. Oktober 1895                |
| Oberst                 | Ernst Schuler von Senden       | 18. Oktober 1895 bis 15. Februar 1899               |
| Oberst                 | Adolf von Kries                | 16. Februar 1899 bis 21. April 1902                 |
| Oberst                 | Vincentius de Paula von Brixen | 22. April 1902 bis 9. April 1906                    |
| Oberst                 | Theodor Claassen               | 10. April 1906 bis 26. Januar 1909                  |
| Oberst                 | Max Stumpff                    | 27. Januar 1909 bis 26. Januar 1912                 |
| Oberst                 | Erich von Pochhammer           | 27. Januar 1912 bis 26. August 1914                 |
| Oberst                 | Alfred Dieterich               | 27. August bis 23. Dezember 1914                    |
| Oberstleutnant         | Karl Anders                    | 24. Dezember 1914 bis 16. März 1915                 |
| Oberstleutnant         | Friedrich Müller               | 17. März 1915 bis 29. Juli 1917                     |
| Oberstleutnant         | Viktor Bauernstein             | 30. Juli 1917 bis 23. März 1918                     |
| Major                  | Heinrich von Kummer            | 24. März bis 13. April 1918                         |
| Oberstleutnant         | Emil Lange                     | 14. April 1918 bis 23. Januar 1919                  |

## Gedenkplatte
Auf dem Koblenzer Hauptfriedhof erinnert eine Platte in der Ehrenhalle des Ehrenhains für die Gefallenen des Ersten Weltkriegs an die Toten des Regiments.